# 萨埃利塞斯-德马约尔加
萨埃利塞斯-德马约尔加（西班牙語：Saelices de Mayorga）是西班牙卡斯蒂利亚-莱昂巴利亚多利德省的一个市镇。总面积16平方公里，总人口192人（2001年），人口密度12人/平方公里。